# Ребоксетин
Ребоксетин (англ. Reboxetine), який продається під торговою маркою «Едронакс» — селективний інгібітор зворотного захоплення норадреналіну, який виробляється компанією «Pfizer» як антидепресант для лікування великого депресивного розладу, хоча він також використовувався не за призначенням для лікування панічного розладу та синдрому дефіциту уваги з гіперактивністю. Він схвалений для використання в багатьох країнах світу, але не був схвалений для використання в США.

## Медичне використання

### Великий депресивний розлад
Було багато дискусій щодо того, чи є ребоксетин більш ефективним, ніж плацебо, у лікуванні депресії. Відповідно до мета-аналізу 12 антидепресантів другого покоління 2009 року, ребоксетин був не більш ефективним, ніж плацебо, і був «значно менш» ефективним і менш прийнятним, ніж інші препарати в лікуванні гострої фази у дорослих з уніполярною великою депресією.
Британське регуляторне агентство медичних препаратів та засобів для охорони здоров'я у вересні 2011 року заявило, що дослідження мало ряд обмежень і що «загальний баланс користі та ризику для ребоксетину залишається позитивним у його дозволених показаннях». Огляд доступних даних про ефективність і безпеку у Великій Британії та Європі підтвердив, що ребоксетин має перевагу над плацебо за дозволеними показаннями. Ефективність була чітко продемонстрована у пацієнтів з важкою або дуже важкою депресією.
Відповідно до систематичного огляду та мета-аналізу Інституту якості та ефективності в охороні здоров'я, включаючи неопубліковані дані, опубліковані дані щодо ребоксетину переоцінюють користь ребоксетину порівняно з плацебо до 115 % і ребоксетину проти селективних інгібіторів зворотного захоплення серотоніну до 23 %, а також недооцінюють шкоду, з чого зроблено висновок, що ребоксетин був неефективним і потенційно шкідливим антидепресантом. Дослідження також показало, що майже три чверті даних про пацієнтів, які брали участь у випробуваннях ребоксетину, не були опубліковані «Pfizer».
У систематичному огляді та мережевому мета-аналізі 2018 року, у якому порівнювали ефективність і прийнятність 21 антидепресанту, було зроблено висновок, що ребоксетин був ефективнішим, ніж плацебо, але значно менш ефективним, ніж інші протестовані антидепресанти.

### Панічний розлад
У рандомізованому подвійному сліпому плацебо-контрольованому дослідженні ребоксетин значно покращив симптоми панічного розладу. Інше рандомізоване контрольоване дослідження, яке порівнювало пароксетин з ребоксетином, виявило, що пароксетин значно перевершує ребоксетин як засіб для лікування панічного розладу. Незважаючи на цей невтішний висновок, відкрите дослідження ефективності ребоксетину при резистентному до селективних інгібіторів зворотного захоплення серотоніну панічному розладі продемонструвало значну користь від лікування ребоксетином.

### Синдром дефіциту уваги з гіперактивністю
Численні клінічні дослідження підтвердили ефективність ребоксетину в лікуванні синдрому дефіциту уваги з гіперактивністю як у короткостроковому, так і в довгостроковому періоді, а також у дітей та підлітків і дорослі.

### Інше використання
Серія випадків і відкрите пілотне дослідження продемонстрували ефективність ребоксетину в лікуванні нервової булімії. Ребоксетин також може бути ефективним у лікуванні резистентного до терапії дитячого нічного енурезу. Пілотне дослідження продемонструвало ефективність ребоксетину в лікуванні нарколепсії. Індивідуальні дослідження та мета-аналіз свідчать про те, що ребоксетин може послабити збільшення ваги, викликане антипсихотичними препаратами, і є певні докази користі щодо депресії та, можливо, інших симптомів шизофренії при додаванні до антипсихотичної терапії.

## Протипоказання
Ребоксетин протипоказаний при закритокутовій глаукомі, серцево-судинних захворюваннях, епілепсії, біполярному розладі, затримці сечі, гіпертрофії простати, гіперчутливості до ребоксетину або будь-якої з його допоміжних речовин. Існує суперечлива інформація щодо сумісного використання препарату з інгібіторами MAO: за одними даними, комбінація можлива з моніторингом побічних ефектів, але інформація про продукт вказує на те, що така комбінація протипоказана.

## Побічні ефекти
Дуже поширеними (частота >10 %) побічними ефектами препарату є безсоння, запаморочення, сухість у роті, запор, нудота та надмірне потовиділення. Поширеними (1–10 %) побічними ефектами препарату є втрата апетиту, збудження, занепокоєння, головний біль, неспокій, відчуття поколювання, спотворене відчуття смаку, труднощі з баченням поблизу або вдалину (проблеми з акомодацією), тахікардія, розслаблення кровоносних судин, що призводить до зниження артеріального тиску, артеріальна гіпертензія, блювання, висип, відчуття неповного спорожнення сечового міхура, інфекція сечовивідних шляхів, хворобливе або утруднене сечовипускання, затримка сечі, еректильна дисфункція, біль або затримка еякуляції та озноб. Мета-аналіз 2009 року виявив, що ребоксетин значно гірше переносився, ніж інші 11 антидепресантів другого покоління, порівнювані в аналізі.

## Передозування
Ребоксетин вважається препаратом відносно низького ризику щодо передозування. Симптомами передозування препаратом є пітливість, тахікардія та зміни артеріального тиску.

## Взаємодії
Через залежність від CYP3A4 папаверин і кетоконазол помітно пригнічують О-дезетилювання ребоксетину. Він слабо пригнічує CYP2D6 і CYP3A4. Ребоксетин є інгібітором Р-глікопротеїну середнього рівня, що дає йому можливість взаємодіяти з циклоспорином, такролімусом, пароксетином, сертраліном, хінідином, флуоксетином, флувоксаміном.

## Фармакологія

### Фармакодинаміка
Ребоксетин є досить селективним інгібітором зворотного захоплення норадреналіну із приблизно 20-кратною селективністю щодо транспортера норадреналіну порівняно із серотоніновим транспортером. Незважаючи на таку вибірковість, ребоксетин незначно пригнічує зворотне захоплення серотоніну в терапевтичних дозах. Він не взаємодіє з транспортером дофаміну, і не пригнічує його. Було виявлено, що ребоксетин пригнічує як головний, так і серцевий калієвий канал, пов'язаний з білком G, що є спільною ознакою з атомоксетином.

### Фармакокінетика
Обидва (R, R)-(–) та (S, S)-(+)-енантіомери ребоксетину метаболізуються переважно ізоферментом CYP3A4. Основним метаболітом ребоксетину є О- дезетилребоксетин, а також існують три другорядні метаболіти — фенол А, фенол В і UK1, причому фенол В є найбільш другорядним.

## Хімічні властивості
Ребоксетин має два хіральні центри. Таким чином, можуть існувати чотири стереоізомери препарату, (R, R)-, (S, S)-, (R, S)- та (S, R)-ізомери. Активний інгредієнт ребоксетину є рацемічною сумішшю двох енантіомерів, (R, R)-(–)- та (S, S)-(+)-ізомерів.

## Історія
Ребоксетин був відкритий у лабораторії компанії «Farmitalia-Carlo Erba», і вперше описаний у 1984 році; «Farmitalia» провела перші клінічні дослідження препарату. «Farmitalia» була придбана «Pharmacia» в 1993 році, і «Pharmacia», у свою чергу, була придбана компанією «Pfizer» в 2003 році.
Ребоксетин вперше був схвалений у Європі в 1997 році, та був тимчасово схвалений FDA у 1999 році. У 2001 році FDA видало компанії «Pfizer» лист «не схвалений» на основі клінічних досліджень, які FDA вимагало, коли видавало попередній лист про схвалення.
У 2010 році Німецький інститут якості та ефективності охорони здоров'я опублікував результати мета-аналізу даних клінічних досліджень ребоксетину при гострій депресії, які включали дані про близько 3000 суб'єктів, яких компанія «Pfizer» ніколи не публікувала, але згадувала; інститут проаналізував публікації «Pfizer» і схвалення ребоксетину, та встановив, що ці дані відсутні в записах публікації. Аналіз повного набору даних дав результат, що ребоксетин не був більш ефективним, ніж плацебо, але мав більше побічних ефектів, ніж плацебо, і більше, ніж флуоксетин; ця стаття призвела до широкомасштабної та гострої критики «Pfizer», та посилення закликів до публікації всіх даних клінічних досліджень.